# Bisko
Bisko je vesnice v Chorvatsku ve Splitsko-dalmatské župě. Je součástí opčiny města Trilj, od něhož se nachází asi 7 km jihozápadně. V roce 2011 zde trvale žilo 395 obyvatel. Nejvíce obyvatel (627) zde žilo v roce 1931.
Blízko vesnice prochází dálnice A1. Podle Biska je pojmenován 520 m dlouhý tunel Bisko a dálniční křižovatka mezi dálnicí A1 a rychlostní silnicí D220. Samotnou vesnicí procházejí župní silnice Ž6148 a Ž6260. Blízko též protéká řeka Cetina.

## Sousední sídla
| Růžice kompasu | Krušvar Ercegovci | Vojnić Sinjski | Gardun  | Růžice kompasu |
| Růžice kompasu | Liska             | Sever          | Ugljane | Růžice kompasu |
| Růžice kompasu | Liska             | Bisko          | Ugljane | Růžice kompasu |
| Růžice kompasu | Liska             | Jih            | Ugljane | Růžice kompasu |
| Růžice kompasu | Kotlenice         | Donji Dolac    |         | Růžice kompasu |